# خاتون‌آبادی
خاندان خاتون‌آبادی از خاندان‌های شیعه و روحانی معروف در اصفهان و سپس تهران. منصب امامت جمعهٔ اصفهان از قرن دوازدهم تا چهاردهم و امامت جمعهٔ تهران از قرن سیزدهم تا سقوط دودمان پهلوی در این خاندان بود. اجداد آن‌ها از سادات حسینی ساکن مدینه بودند که نسبشان به علی بن حسین امام چهارم شیعیان می‌رسید.

## مشاهیر
- میر محمدصادق خاتون‌آبادی
- میر محمدحسین خاتون‌آبادی
- میر عبدالحسین خاتون‌آبادی
- میر محمدصالح خاتون‌آبادی (۱۰۵۷–۱۱۲۶ ه‍.ق) شیخ‌الاسلام اصفهان[۱]
- میر محمدباقر خاتون‌آبادی شیخ الاسلام اصفهان[۲]
- امیر عبدالغنی بن میر محمد معصوم بن عبدالحسین خاتون‌آبادی (۱۱۰۰–۱۱۶۱ ه‍.ق) شیخ‌الاسلام اصفهان[۳]
- زهرا خانم ضیاءالسلطنه، همسر محمد مصدق
- میرمحمدحسین دوم امام جمعهٔ اصفهان فرزند میر عبدالباقی
- میرحسن امام جمعهٔ اصفهان فرزند محمدحسی دوم
- میرمحمدمهدی امام جمعهٔ اصفهان فرزند میرحسن امام جمعهٔ اصفهان جد سادات تجویدی اصفهان
- میر اسماعیل
- میر محمدعلی
- میراسماعیل
- میرزا علینقی
- ضیاءالدین
- نورالدین (مهدی -محمدعلی -رضا) تجویدی دبیران به‌نام اصفهان و در مدارس جدید مانند قدسیهٔ اصفهان
- بیش از صد فامیل در اصفهان و تهران از نوادگان میرمحمدحسین اول و دوم زندگی می‌کنند.[نیازمند منبع]

خاندان ائمهٔ جمعهٔ تهران:
- میرمحمدمهدی امام جمعهٔ تهران توسط فتحعلی‌شاه و در زمان محمدشاه
- میرزا ابوالقاسم خاتون‌آبادی برادرزاده و داماد میرمحمدمهدی امام جمعه، امام جمعهٔ تهران در عصر ناصرالدین‌شاه
- میرزا زین‌العابدین خاتون‌آبادی فرزند میرزا ابوالقاسم خاتون‌آبادی، امام جمعهٔ تهران و داماد ناصرالدین‌شاه
- میرزا ابوالقاسم تهرانی فرزند میرزا زین‌العابدین تهرانی، امام جمعهٔ تهران در عصر مظفرالدین‌شاه و محمدعلی‌شاه و از دشمنان جنبش مشروطهٔ ایران
- سید حسن امامی فرزند میرزا ابوالقاسم تهرانی، امام جمعهٔ تهران در عصر پهلوی